# Río del Medio (Penitente)
El río del medio es un curso natural de agua que nace de los pantanos a los pies de los cerros Rogers y Grueso con un valle de 100 a 200 metros de ancho.: 217 

## Historia
Luis Risopatrón lo describe en su Diccionario jeográfico de Chile (1924):
Medio (Rio del) 52° 22' 71° 42'. Tiene sus nacimientos en la cordillera Vidal, recibe. numerosos chorrillos que corren ya por el bosque o ya por intervalos despejados, se dirije hácia el NE en un cauce como de 20 m de ancho i medio metro de profundidad de agua, por un valle de 100 a 200 m de ancho en terreno consistente, con vegas mui pastosas i afluye a la márjen S del rio de Las Vegas Malas, del Penitente. 1, XI, p. 282 i carta de Bertrand (1885); 122, p. 82; i 156.